# Schloss Pfrentsch

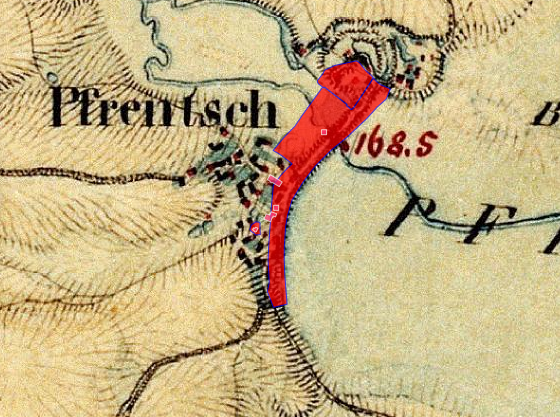
Lageplan des Schlosses Pfrentsch auf dem Urkataster von Bayern

Das abgegangene Schloss Pfrentsch war ein Hammerschloss und lag in Pfrentsch, einem Gemeindeteil des oberpfälzischen Markt Waidhaus im Landkreis Neustadt an der Waldnaab. „Untertägige Befunde des abgegangenen Hammerschlosses in Pfrentsch mit spätmittelalterlichem Eisenhammer und neuzeitlicher Glasschleife“ werden als Bodendenkmal unter der Aktennummer D-3-6340-0037 geführt. Der Hammer Pfrentsch wurde vom Wasser der Pfreimd angetrieben. Zudem stand der 1840 trockengelegte Pfrentscher Weiher für den Betrieb zur Verfügung. Von letzterem bestehen noch Reste des Dammes (Bodendenkmal D-3-6340-0038: „spätmittelalterlicher und frühneuzeitlicher Damm des ehem. Stausees ‚Pfrentscher Weiher‘“).

## Geschichte
Der Hammer zu Pfrentsch wird 1387 in der Oberpfälzer Hammereinigung genannt, erwähnt wird dabei „Chvunrad Hayden mit dem hamer zu Pfrvmtsch“. Bereits 1362 war durch Kaiser Karl IV. den Landgrafen von Leuchtenberg die Genehmigung zum Bau des Pfrentschweihers erteilt worden. Der Weiher gehörte zur Herrschaft Pleystein. Beides wurde 1418 an den Pfalzgrafen Johann von Neumarkt verkauft und kam dann 1499 an die Kurpfalz. 1520 hatte der Pfalzgraf Ludwig V. (Pfalz) dem Friedrich dem Eschenbeck, der aus einer bekannten Hammerherrnfamilie stammte (die Eschenbecks waren zeitweise auch auf dem Hammer Böhmischbruck und dem Altenhammer ansässig), neben der Hammergerechtigkeit auch das Züchtigungsrecht über die Hammerleute und den Wildbann verliehen. In dem Hammerbrief vom 19. März 1520 wird Hermann Eschenbeck, Hammermeister zu Obern Teunz, den vorher Hans Schmidthammer innehatte und seine Ehefrau Anna, genannt. Um das neue Hammerhaus in Pfrentsch zu bauen, hat man ihm zuerst von Amts wegen 50 fl geliehen, dann nochmals 31 fl, damit der Bau stattlicher werde; als man zu Prentsch den Graben um das Hammerhaus gegraben habe, wurden ihm 20 Achtl Korn (ca. 72 kg) wegen stattlicher Erbauung des neuen Hammerhauses bewilligt und dann nochmals 10 Achtl deswegen. In der Beschreibung des Pflegamtes Pleystein von 1596 wird ein Hammer mit einer Mühle genannt.
1630 waren der Weiher und das Hammergut an die Neuburger Pfalzgrafen verpachtet. Aber im gleichen Jahr wurde das Hammergut dem Georg Willibald Castner von Schnaittenbach verliehen. Nach den Pfalz-Neuburgschen Landsassenmatrikeln wird Georg Willibald nochmals 1655 genannt. 1663 ist hier Leonhard von Rumel belegt; dies Rumels waren bereits 1655 an die Herrschaft Pfrentsch gekommen und haben die Niedergerichtsbarkeit bis zum Ende der adeligen Gerichtsbarkeit (1848) ausgeübt. 1768 gründete Christian Freiherr von Rummel hier die erste Glas- und Spiegelschleife. Im 18. Jahrhundert werden in der statistischen Beschreibung des Amtes Pleystein für die Grundherrschaft und das Niedergericht in Pfrentsch 26 Anwesen, darunter eine Mahlmühle und eine Spiegelschleif, angegeben. 1808 war hier Gottlieb Roscher tätig. 1838 wird das Gut vergantet. Davor kam das Schlossgebäude 1795 durch Erbschaft an die Freiherrn von Lilien auf Waldau. Ab 1820 befand sich das Schlossgebäude in bürgerlichen Händen; um 1850 hatte es beispielsweise der Posthalter und Gastwirt Grötsch aus Waidhaus erworben.
Zum Landsassengut Pfrentsch gehörte der Pfrentschweiher; dieser wurde 1840 abgefischt und trockengelegt. Das Gut wurde durch den Staat aufgekauft und 1855 wurde auf dem Schleifanwesen eine Wiesenbauschule durch den Landwirtschaftlichen Verein errichtet.

## Beschreibung
Das Schloss lag etwas abseits des Ortes auf einem wasserumflossenen Hügel. Seinem Äußeren nach entsprach es dem Typ eines „Oberpfälzer Kastens“. Das Schloss wurde 1950 abgebrochen.